# Rhombophryne gimmeli
Espèce
Synonymes
- Stumpffia gimmeli Glaw & Vences, 1992

Statut de conservation UICN

 LC  : Préoccupation mineure
Rhombophryne gimmeli est une espèce d'amphibiens de la famille des Microhylidae.

## Répartition
Cette espèce est endémique du Nord-Ouest de Madagascar. Elle se rencontre du niveau de la mer jusqu'à 900 m,.

## Description
Rhombophryne gimmeli mesure environ 15 mm pour les mâles ; la taille des femelles n'est pas connue. Son dos est habituellement uniformément grisâtre. La peau de son dos est lisse mais présente souvent quelques protubérances assez grandes. Les mâles ont un seul sac vocal.

## Étymologie
Cette espèce est nommée en l'honneur de Günther Gimmel-Schmitt.

## Publication originale
- Glaw & Vences, 1992 : A Fieldguide to the Amphibians and Reptiles of Madagascar, p. 1-331  (ISBN 3-929449-00-5) (texte intégral).